# Пољшица при Горјах
Пољшица при Горјах (словен. Poljšica pri Gorjah) је насељено место у општини Горје, Горењска регија, Словенија.

## Историја
До територијалне реорганизације у Словенији била је у саставу старе општине Радовљица.

## Становништво
У попису становништва из 2011. године, Пољшица при Горјах је имала 248 становника.
| Број становника према пописима | Број становника према пописима | Број становника према пописима |
| ------------------------------ | ------------------------------ | ------------------------------ |
| 1991                           | 2002                           | 2011                           |
| 231                            | 251                            | 248                            |

Напомена: До 1953. исказивано под именом Пољшица.